# ناکامورا شیدو (دوم)
ناکامورا شیدو (انگلیسی: Nakamura Shidō II؛ زادهٔ ۱۴ سپتامبر ۱۹۷۲) هنرپیشه اهل ژاپن است. از فیلم‌هایی که وی در آن نقش داشته‌است، می‌توان به نامه‌هایی از ایوو جیما، بی‌باک، صخره سرخ، لئونی و یادداشت مرگ اشاره کرد.